# (37836) 1998 BD44
1998 BD44 (asteroide 37836) é um asteroide da cintura principal. Possui uma excentricidade de 0.09226980 e uma inclinação de 6.17884º.
Este asteroide foi descoberto no dia 25 de janeiro de 1998 por Ulisse Munari e Maura Tombelli em Cima Ekar.